# 白頭山官邸
座標: 北緯41度51分28秒 東経128度16分29秒 / 北緯41.857656度 東経128.27472度
白頭山官邸（ペクトゥサンかんてい、英語: Paektusan Leadership Palace）または白頭山招待所（ペクトゥサンしょうたいじょ）は両江道三池淵市に所在する朝鮮民主主義人民共和国官邸。

## 概要
古くから霊峰として知られる白頭山は、北朝鮮（朝鮮民主主義人民共和国）では金正日の出生地とされており、金一族にとって特別な意味を有する邸宅であると考えられる。金正日の生誕地とされる白頭山密営の傍らにある正日峰の絶壁には、ハングル文字で一文字の縦が20メートル、横が12メートルの「정일봉」（正日峰）と赤く刻まれた重量216トンの花崗岩の石板が取り付けられている。
1990年6月、金正日のお抱え料理人であった藤本健二は金正日にしたがって初めて白頭山官邸を訪れ、彼のために寿司を握った。藤本は、初めて白頭山をみたとき、虹がかかっていて大変感動したという。2000年7月16日、藤本は自動車を連ねて金ファミリーらとともに白頭山に登り、金正恩から山頂付近で促されて彼と「連れション」をしたことがある。翌日も早朝に白頭山に出かけ、金一族らとともに御来光を見た。